# Soba (Alodie)
Pour les articles homonymes, voir Soba (homonymie).
Soba est une ancienne ville qui se trouve au Soudan, à 19 km de Khartoum, sur les rives du Nil bleu, dans l'État actuel d'Al Jazirah.
La cité est la capitale du royaume d'Alodie, qui atteint son apogée entre le IXe et le XIIe siècle. Ibn Selim el-Aswani, au Xe siècle, qualifie la ville de grande et riche, sans probablement l'avoir visitée.
Vers 1500, Soba est conquise militairement, ce qui entraîne la fin du royaume. Après la destruction de Soba, les Founji établissent le sultanat de Sennar, marquant ainsi le début d'une période d'islamisation et d'arabisation.
La ville est pillée lors de la fondation de Khartoum en 1821.